# XC-2運輸機 (台灣)
XC-2運輸機是中華民國空軍航空工業發展中心（航發中心）研製的中型運輸機，預計替換逐漸老化的C-47運輸機與C-119運輸機。該計畫僅生產一架原型機，後因性能不足與研發重心轉移等問題而遭終止。

## 發展

### 緣起
隨著時間進入1970年代，中華民國空軍的C-47與C-119運輸機因飛行時數長而導致機體老舊，兩型機採用的往复式发动机也因零件停產而出現後勤問題，使運輸機隊的妥善率持續下滑。空軍曾嘗試向美國採購C-130運輸機以汰舊換新，然美國政府因政治問題而拒絕向台灣出售C-130。為降低政治敏感度，有意促成交易的洛克希德公司又推出航程更短、發動機數目更少的L-400型運輸機以期獲得輸出許可，但美國政府仍不願意批准輸出。此時，航發中心剛完成中興號教練機的細部設計，已有多餘能量進行研發工作，故於1972年10月正式啟動新式中型運輸機的初步設計，航空研究院（現為國家中山科學研究院航空研究所）氣動力課也於同年12月8日獲得新台幣80萬元的經費以進行研究。:44-45

### 原型機產製與測試
初步設計階段完成後，空軍總部（現為國防部空軍司令部）與國防部評估此階段規劃的構型符合部隊的需求，且具有外銷的潛力，故於1973年編列新台幣490萬元的預算以進行進一步的設計工作，預計自1974年起花費三年的時間完成設計，再用兩年的時間製造原型機以進行測試，最後決定是否量產。為算出更加準確的參數，航發中心於1976年以新台幣3,200萬元的預算委託美國航空實驗公司（Aerolab LLC）建造一座低速風洞，另在風洞尚未完工時委託美國卫奇塔州立大学航空系進行XC-2的風洞試驗，航發中心也派遣人員參加測試。:440-442
1976年4月19日，國防部核定以新台幣800萬元的預算製造一架XC-2原型機，並要求航發中心於40個月內完成此架飛機。由於經費嚴重不足，航發中心先向空軍借了兩組中興號教練機使用的T53-L-701A發動機，再用C-47、C-119、UH-1H、F-86、F-5等機的剩餘料件來組裝首架XC-2。除此之外，航發中心也向空軍439混合聯隊借調經驗豐富的運輸機飛行員以進行測試。同年10月31日，首架編號為3701的原型機於航發中心介壽一廠二號機棚舉行出廠典禮，並在1979年2月26日由高仲源中校（機長）、鄧安全少校（副機長）與林富民機工長完成了首飛。3701隨後執行了16架次的試飛任務，飛行時數為17小時35分鐘。

### 計畫終止
航發中心在進行各項測試時發現了許多問題。由於此前沒有設計運輸機的經驗，航發中心在XC-2的機體結構上用了較多材料以確保其結構強度，但這導致全機超重2,000餘磅，取自F-86的前起落架與鼻輪也在滑行測試時斷裂。為此，航發中心為3701號機換上較為堅固的HU-16水上飛機起落架，但這使超重問題更加惡化，XC-2也完整繼承了HU-16滑行速度超過60哩時鼻輪會嚴重抖動的問題。除此之外，XC-2的飛行速度無法滿足空軍的需求，單發動機失效時更會導致飛機無法正常飛行，影響飛航安全。
為解決這些問題，設計部門提出可修改原設計以減輕結構重量，另可換裝馬力更大的發動機並研發新型起落架。然而這些修改需要投入大量研發人力，而當時的航發中心因空軍總部「以噴射教練機為最優先」的政策而將研發能量集中到AT-3教練機的設計工作上，且國防部不願核准製造第二架原型機，導致全案在1980年4月底終止，3701號原型機即被移置飛機公園陳展至今。:50-51
1984年6月18日，美國宣布向台灣出售12架C-130H運輸機，中華民國空軍也於翌年啟動代號為「大武山專案」的運輸機替換計畫，隨即退役已不堪使用的C-119運輸機。自此，運輸機老化的問題已被解決:151-153，新式中型運輸機的採購案則到三十餘年後的2010年才被提出，但因預算排擠等因素而未能成案。

## 圖集

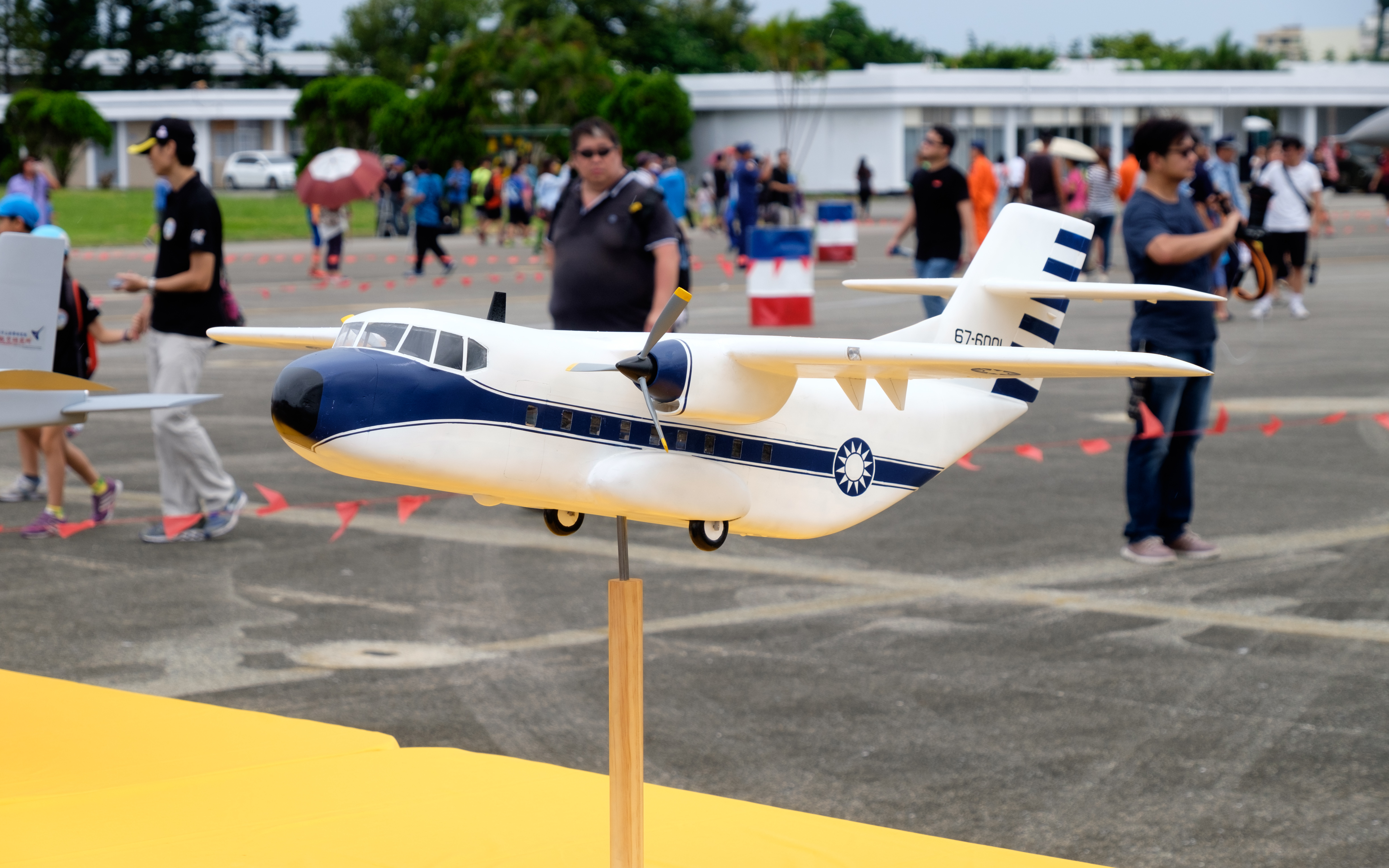
XC-2之左側
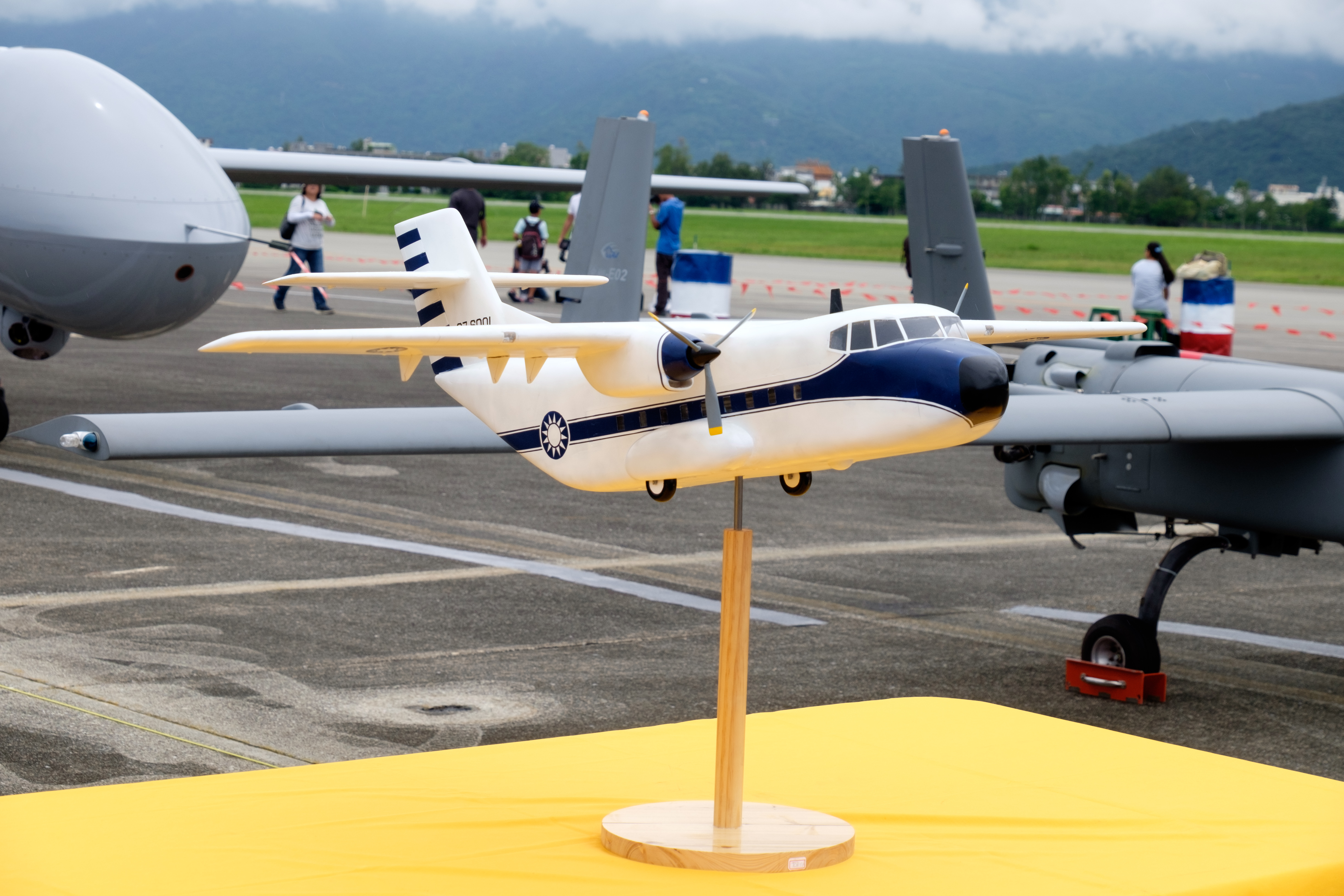
XC-2之右側

## 另見
- C-23（英语：Short C-23 Sherpa）
- C-7（英语：C-7 Caribou）
- An-26